# پورتبری
پورتبری (به انگلیسی: Portbury) یک روستا و محله مدنی در بریتانیا است که در سامرست شمالی واقع شده‌است. پورتبری ۸۲۷ نفر جمعیت دارد.